# King George Sound
Ne doit pas être confondu avec King Sound.
King George Sound est une baie située sur la côte sud de l'Australie-Occidentale, en bordure de laquelle est implantée la ville d'Albany.

## Géographie
Elle couvre une superficie de 110 km2 et sa profondeur varie de 10 m à 35 m. Elle est bordée au nord par le continent australien, à l'ouest par la péninsule de Vancouver et au sud par le cap de Bald Head et la péninsule Flinders. Bien que la baie ait une entée libre à l'est débouchant sur la Grande Baie australienne, ses eaux sont partiellement protégées par les îles de Breaksea et de Michaelmas. Il existe deux ports situés dans la baie: Princess Royal Harbour et Oyster Harbour. Ils bénéficient tous deux d'une excellente protection contre les vents et une mer démontée. Princess Royal Harbour a été le seul port en eau profonde d'Australie-Occidentale pendant près de 70 ans jusqu'à la mise en service du port de Fremantle au sud de Perth.

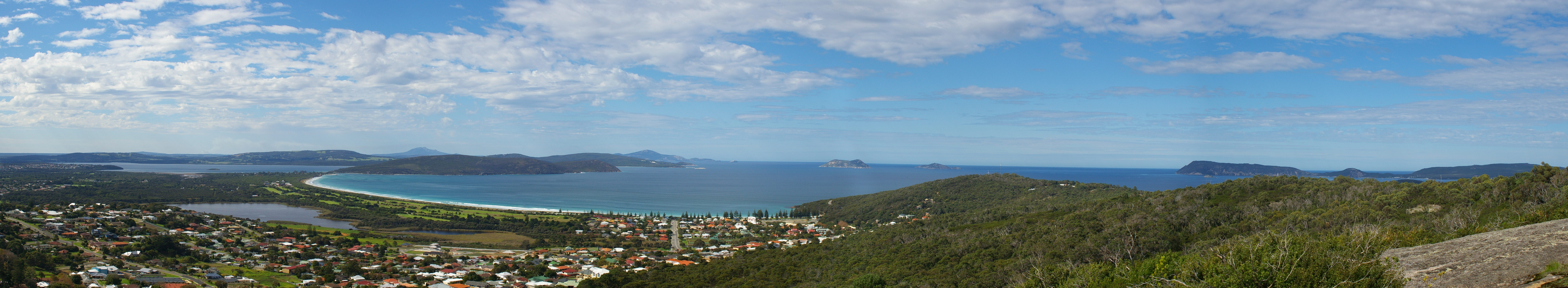
La baie de King George Sound vue du mont Clarence.

## Environnement
Cette baie longe le Parc national Torndirrup.
On y trouve aussi la Cheyne Beach Whaling Station, ancienne station baleinière devenue un musée contenant l'ancien navire baleinier, le Cheynes IV.